# Władimir Zakaraja
Władimir Dzikijewicz Zakaraja (ros. Владимир Дзикиевич Закарая, ur. 1895 we wsi Kircchi w guberni kutaiskiej, zm. 1972 w Gruzińskiej SRR) – funkcjonariusz radzieckich organów bezpieczeństwa, pułkownik, ludowy komisarz spraw wewnętrznych Adżarskiej ASRR (1938–1939).

## Życiorys
Gruzin, 1911 skończył dwuklasową szkołę w rodzinnej wsi, później praktykował i pracował w aptece w Oczamczyrze. Od czerwca 1915 w rosyjskiej armii, kontuzjowany, w lipcu 1917 wstąpił do SDPRR(b), od czerwca do listopada 1918 w oddziale partyzanckim na Ukrainie, później pracował w swoim gospodarstwie, od lutego 1921 do lutego 1921 w komitecie rewolucyjnym w Zugdidi, później w Czece/GPU w Zugdidi i Achalciche. Od stycznia 1928 do maja 1934 szef rejonowego oddziału GPU w Zugdidi, od kwietnia 1934 do marca 1935 szef Abaszskiego Rejonowego Oddziału GPU/NKWD, od lutego 1935 do lutego 1938 szef Wydziału Specjalnego NKWD 47 Gruzińskiej Dywizji Piechoty, od 13 stycznia 1936 starszy porucznik bezpieczeństwa państwowego. Od lutego 1938 do 11 maja 1939 ludowy komisarz spraw wewnętrznych Adżarskiej ASRR, od 23 maja 1938 kapitan bezpieczeństwa państwowego, od maja 1939 do marca 1942 dyrektor sowchozu w rejonie Zugdidi, od marca do lipca 1942 w Armii Czerwonej, 1942 szef Wydziału Specjalnego NKWD 143 Brygady Specjalnej, od września 1942 do czerwca 1943 zastępca ludowego komisarza spraw wewnętrznych Adżarskiej ASRR, od 11 lutego 1943 w stopniu podpułkownika. Od sierpnia 1943 do października 1945 szef Miejskiego Oddziału NKGB w Poti, od 23 lutego 1945 pułkownik, od października 1945 do czerwca 1948 szef rejonowego oddziału NKGB/MGB w Zugdidi, od czerwca 1948 do stycznia 1950 szef oddziału Miejskiego Oddziału MGB w Kutaisi, następnie na emeryturze.

## Odznaczenia
- Krzyż Świętego Jerzego (dwukrotnie)
- Order Lenina
- Order Czerwonego Sztandaru (dwukrotnie, m.in. 3 listopada 1944)
- Order Czerwonej Gwiazdy (dwukrotnie – 3 grudnia 1944 i 24 lutego 1946)
- Odznaka "Honorowy Funkcjonariusz Czeki/GPU (XV)" (20 lutego 1936)